# Ryuthela tanikawai
Espèce
Ryuthela tanikawai est une espèce d'araignées mésothèles de la famille des Liphistiidae.

## Distribution
Cette espèce est endémique d'Iriomote-jima dans les îles Yaeyama dans l'archipel Nansei au Japon,.

## Description

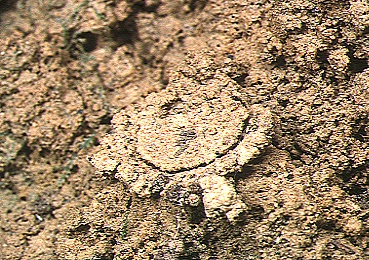
Terrier de Ryuthela tanikawai

La femelle holotype mesure 11,9 mm.
Les femelles mesurent de 11,20 à 11,50 mm.

## Systématique et taxinomie
Cette espèce a été décrite par Ono en 1997. Elle est placée en synonymie avec Ryuthela ishigakiensis par Tanikawa en 2013. Elle est relevée de synonymie par Dunlop, Steffensen et Ono en 2014.

## Étymologie
Cette espèce est nommée en l'honneur d'Akio Tanikawa.

## Publication originale
- Ono, 1997 : « New species of the genera Ryuthela and Tmarus (Araneae, Liphistiidae and Thomisidae) from the Ryukyu Islands, southwest Japan. » Bulletin of the National Science Museum, sér. A, vol. 23, p. 149-163 (texte intégral).